# Купріянов Костянтин Олексійович
Купріянов Костянтин Олексійович (5 листопада 1931, Одеса, УРСР — січень 2017, Одеса, Україна) — радянський і український звукооператор.

## Біографічні відомості
Народився 1931 р. в Одесі. Закінчив Ленінградське училище зв'язку (1954).
Працював на Одеській кіностудії.
Був членом Національної спілки кінематографістів України.
Помер на 86-му році життя, похований 4 січня 2017 р. в Одесі на Західному кладовищі.

## Фільмографія
Оформив кінокартини:
- «Чарівний голос Джельсоміно» (1977, у співавт.)
- «Загін особливого призначення» (1978)
- «Діалог з продовженням» (1980)
- «Квіти лугові» (1980)
- «Куди він дінеться!» (1981)
- «Взяти живим» (1982)
- «Двоє під однією парасолькою: Квітнева казка» (1983)
- «Сезон див» (1985)
- «Вище Радуги» (1986, т/ф, 2 а)
- «Ніч грішників» (1991, т/ф, 2 с.)
- «Вишивальниця в сутінках» (2002) та ін.